# ليو كريستنسن
ليو كريستنسن (بالإنجليزية: Lew Christensen)‏ هو مصمم رقص أمريكي، ولد في 6 مايو 1909 في بريغهام سيتي في الولايات المتحدة، وتوفي في 9 أكتوبر 1984 في سان ماتيو في الولايات المتحدة.

## وصلات خارجية
- ليو كريستنسن على موقع الموسوعة البريطانية (الإنجليزية)
- ليو كريستنسن على موقع قاعدة بيانات برودواي على الإنترنت (الإنجليزية)